# ペッカ・ピューッコ

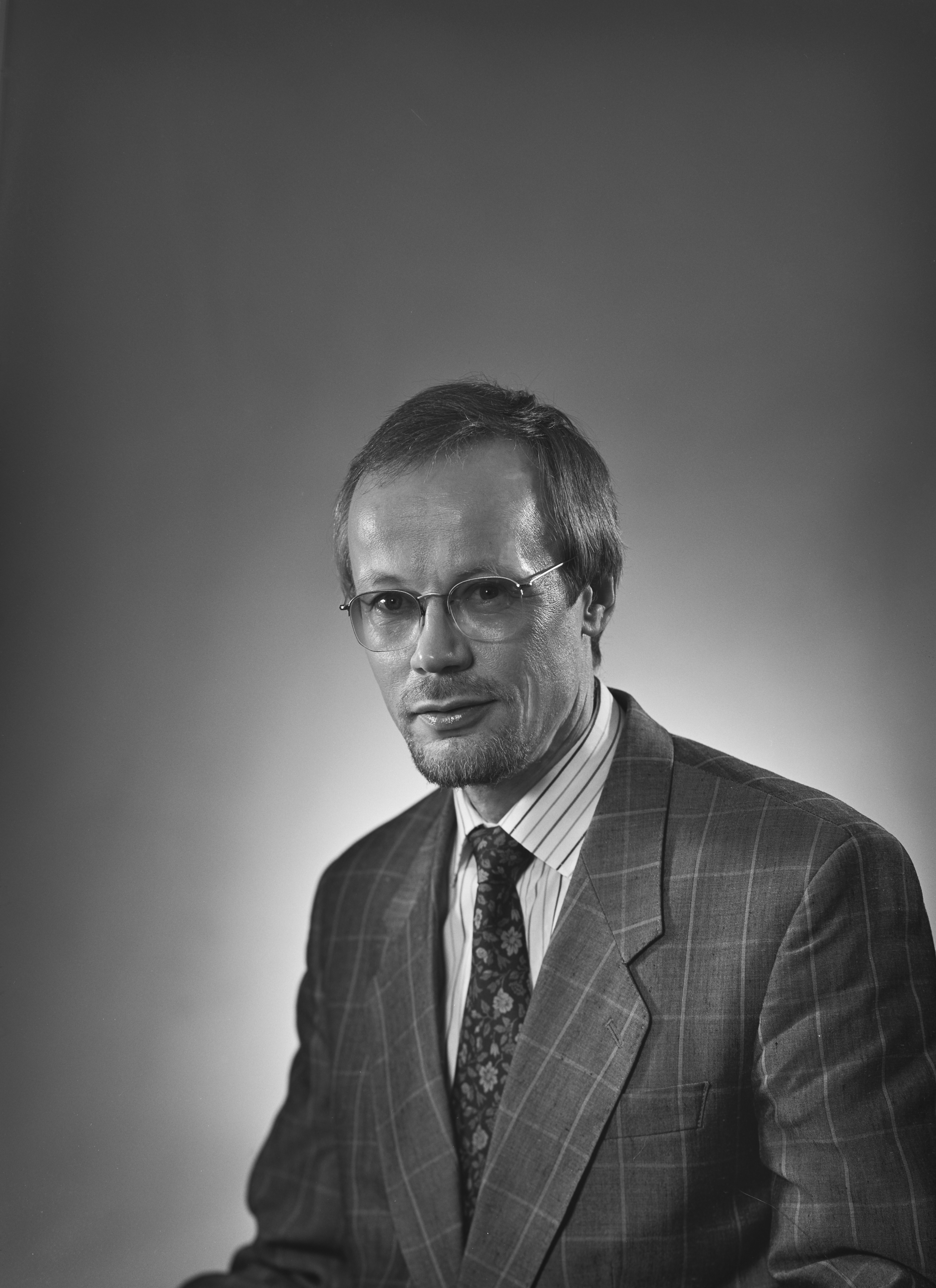
ペッカ・ピューッコ（1991

ペッカ・ピューッコ（Pekka Pyykkö, 1941年10月12日 - ）は、フィンランドの化学者。ヘルシンキ大学名誉教授。

## 研究略歴
1967年：トゥルク大学にて博士号取得。
1968年：オーフス大学に勤務。
1974年 - 1984年：オーボ・アカデミー大学量子化学助教授に就任。
1984年：ヘルシンキ大学化学部教授となる。
2009年11月：ヘルシンキ大学名誉教授。　
2009年 - 2012年：国際量子分子科学アカデミー会長。
2010年：172番元素まで含まれるピューッコ・モデルと呼ばれる拡張周期表を提唱した。
2012年：シュレーディンガー・メダル受賞。